# Feel Good Time
«Feel Good Time» (en español: «Siente el Buen Momento») es el sencillo lanzado por la cantante de pop rock Pink en el año 2003. El sencillo fue parte de la banda sonora de la segunda parte de Los Ángeles de Charlie. El tema alcanzó el número sesenta en el top 100 de los Estados Unidos y el número tres en el Reino Unido. Fue incluido en el tercer álbum de la artista Try This y se considera el primero del disco lanzado por la artista.

## Información
La canción fue escrita por Beck Hansen, Jay Ferguson y William Orbit quien ha trabajado con artistas como Madonna, la canción fue seleccionada para ser parte de la banda sonora de la película Ángeles de Charlie: al límite. La canción fue nominada a los premio Grammy como Mejor colaboración en 2004. La canción tuvo un éxito moderado en la mayoría de países.

## Lista de temas
Maxisencillo 1
1. «Feel Good Time» – 3:42
2. «Feel Good Time» (D-bop's Full Throttle mix) – 7:58 (bonus track)
3. «Feel Good Time» (Boris & Beck's Massive vocal) – 8:05
4. «Feel Good Time» (Boris & Beck's Feel Good dub) – 7:40

## Posición en listas
| Listas (2003)                            | Posición |
| ---------------------------------------- | -------- |
| Australian ARIA Singles Top 50           | 7        |
| Austrian Singles Top 75                  | 9        |
| Danish Top 20 Singles                    | 14       |
| Dutch Top 40                             | 13       |
| Finnish Top 20 Singles                   | 12       |
| French Top 100 Singles                   | 74       |
| Germany Top 100                          | 16       |
| Italy Top 100 Singles                    | 18       |
| Norwegian Top 20 Singles                 | 6        |
| Swiss Singles Top 100                    | 12       |
| UK Singles Top 75                        | 3        |
| U.S. Billboard Hot 100                   | 60       |
| U.S. Billboard Hot Dance Music/Club Play | 8        |
| U.S. Billboard Top 40 Mainstream         | 15       |
| U.S. Billboard Top 40 Tracks             | 23       |
| U.S. Billboard Adult Top 40              | 31       |

- Datos: Q2578283